# Drets humans a Letònia
Els Drets humans a Letònia estan protegits pel capítol VIII de la Constitució de Letònia des de 1998. Des de 1995, existeix el Síndic de Greuges, des de l'any 1997 la Cort Constitucional. El 2001, Letònia va cursar una invitació permanent als procediments especials de les Nacions Unides. Són en general respectats pel govern, segons el Departament d'Estat i la Casa de la Llibertat dels Estats Units. Letònia està classificada per damunt de la mitjana entre els estats sobirans del món en la democràcia, la llibertat de premsa, la privacitat, i el desenvolupament humà.
El país té una gran comunitat d'ètnia russa, que té els drets fonamentals garantits per la Constitució i les lleis internacionals de drets humans ratificats pel Govern letó.
Tanmateix, les organitzacions de drets humans han mostrat múltiples problemes. Especialment els no ciutadans -incloent els apàtrides- pateixen d'un accés limitat o nul a una àmplia gamma de drets. Es van detectar problemes amb l'abús policíac als detinguts i arrestats, les presons en pobres condicions i amuntegament, corrupció judicial, discriminació contra les dones, incidents de violència contra les minories ètniques i discriminació del govern contra els homosexuals.

## Participació en els tractats internacionals
| Tractats de l'ONU                                                                                               | Participació de Letònia                                | Tractats de la UE                                                               | Participació de Letònia |
| Convenció Internacional sobre l'Eliminació de totes les Formes de Discriminació Racial                          | Adhesió el 1992 (Sense una declaració de l'article 14) | Convenció Europea de Drets Humans                                               | Ratificació el 1997     |
| Pacte Internacional de Drets Civils i Polítics                                                                  | Adhesió el 1992                                        | Protocol n° 1 (CEDH)                                                            | Ratificació el 1997     |
| Primer Protocol Facultatiu (PIDCP)                                                                              | Adhesió el 1992 1994                                   | Protocol n° 4 (CEDH)                                                            | Ratificació el 1997     |
| Segon Protocol Facultatiu (PIDCP)                                                                               | Adhesió el 1992 2013                                   | Protocol n° 6 (CEDH)                                                            | Ratificació el 1999     |
| Pacte Internacional dels Drets Econòmics, Socials i Culturals                                                   | Adhesió el 1992                                        | Protocol n° 7 (CEDH)                                                            | Ratificació el 1997     |
| Convenció sobre l'eliminació de totes les formes de discriminació contra la dona (CEDAW)                        | Adhesió el 1992                                        | Protocol n° 12 (CEDH)                                                           | Signatura (2000)        |
| Protocol Facultatiu (CEDAW)                                                                                     | No signat                                              | Protocol n° 13 (CEDH)                                                           | Ratificació el 2012     |
| Convenció contra la tortura i tractes o penes cruels, inhumans o degradants (CAT)                               | Adhesió el 1992 (sense una declaració de l'article 22) | Carta social Europea                                                            | Ratificació el 2002     |
| Protocol Facultatiu (CAT)                                                                                       | No signat                                              | Protocol de 1988 (CSE)                                                          | Signatura (1997)        |
| Convenció sobre els drets de l'infant (CIDE)                                                                    | Adhesió el 1992                                        | Protocol de 1995 (CSE)                                                          | No signat               |
| Protocol facultatiu relatiu a la participació de nens als conflictes armats (CIDE)                              | Ratificació el 2005                                    | Carta Social Europea (revisada)                                                 | Ratificació el 2013     |
| Protocol Facultatiu relatiu a la venda de nens, la prostitució i pornografia infantil (CIDE)                    | Ratificació el 2006                                    | Convenció europea contra la tortura i tractes inhumans o degradants             | Ratificació el 1998     |
| Convenció internacional sobre la protecció dels drets de tots els treballadors migratoris i dels seus familiars | No signat                                              | Carta Europea de les Llengües Regionals o Minoritàries                          | No signat               |
| Convenció Internacional sobre els Drets de les Persones amb Discapacitat (CRPD)                                 | Ratificació el 2010                                    | Convenció para la protection de les minories nacionals                          | Ratificació el 2005     |
| Le Protocole facultatif (CRPD)                                                                                  | Ratificació el 2010                                    | Convenció del Consell d'Europa sobre la lluita contra el tràfic d'essers humans | Ratificació el 2008     |